# Jewgienij Kibrik
Jewgienij Adolfowicz Kibrik (do lat 20. XX w. Herc Adolfowicz Kibrik), ros. Евгений Адольфович Кибрик (ur. 8 lutego?/21 lutego 1906 w Wozniesieńsku, obecnie Obwód mikołajowski Ukrainy, zm. 18 lipca 1978) – rosyjski malarz, grafik, ilustrator i pedagog. Ludowy Artysta ZSRR (1967). Ludowy Artysta RFSRR (1963). Zasłużony Działacz Sztuk RFSRR (1948). Członek rzeczywisty Akademii Sztuk Pięknych ZSRR od 1962.

## Życiorys
Syn handlowca i armatora barek na Dniestrze. Od 1922 mieszkał w Odessie, gdzie uczył się w szkole plastycznej i współpracował z komsomolską gazetą Mołodaja gwardia. Od 1925 studiował na Wchutieinie w Leningradzie. Od 1927 kontynuował edukację w pracowni Pawła Fiłonowa. Wraz z członkami założonej przez Fiłonowa grupy artystycznej "Mistrzowie sztuki analitycznej" pracował w tym roku nad dekoracjami leningradzkiego Domu Drukarza. W 1927 rozpoczął też współpracę z gazetą Smiena. W 1930 zadebiutował jako ilustrator książek (Podporucznik Kiże Jurija Tynianowa). Jako grafik najczęściej posługiwał się techniką litografii. W latach 1942–1943 kierował pracownią graficzną Leningradzkiego Instytutu Malarstwa, Rzeźby i Architektury podczas ewakuacji do Samarkandy. Od 1954 do 1978 był profesorem Moskiewskiego Instytut Sztuk Pięknych im. W. Surikowa. Od 1967 do 1978 stał na czele pracowni grafiki sztalugowej ASP ZSRR. W 1949 został członkiem korespondentem ASP ZSRR, w 1962 – członkiem zwyczajnym. Od 1966 do śmierci był członkiem jej Prezydium. Należał do Związku Artystów Plastyków ZSRR. Jest pochowany na Cmentarzu Nowodziewiczym w Moskwie.
Do najbardziej znanych jego dział należą cykle rysunków: Ziemia Uzbekistanu, Farchad-stroj, Stalingrad (wszystkie z 1943), W. I. Lenin w 1917 roku (1946-1947). Wykonywał ilustracje m.in. do Colas Breugnona Romain Rollanda, Dyla Sowizdrzała Charles'a de Costera, Tarasa Bulby i Portretu Nikołaja Gogola, Jak hartowała się stal Nikołaja Ostrowskiego, Borysa Godunowa Aleksandra Puszkina.
W 1985 w Wozniesieńsku zostało otwarte muzeum sztuk plastycznym imienia Kibrika (filia muzeum w Mikołajowie).
Jego pierwszą żoną była pisarka polskiego pochodzenia Wiera Kietlinska.

## Odznaczenia
- Ludowy Artysta ZSRR (1967)
- Ludowy Artysta RFSRR (1963).
- Zasłużony Działacz Sztuk RFSRR (1948).
- Nagroda Stalinowska trzeciego stopnia (1948) za rysunki z cyklu Lenin w 1917 roku
- Order Lenina (1976)
- Order Czerwonego Sztandaru Pracy 1956
- złoty medal ASP ZSRR (1964)
- srebrny medal ASP ZSRR (1959)